# Puerto de Edén
Puerto de Edén (en inglés: Port of Eden) es un pequeño puerto marítimo situado en Twofold Bay, bahía donde se ubica la localidad de Edén, en la costa sur de Nueva Gales del Sur. El puerto alberga una de las flotas pesqueras más grandes de la región,  y sus principales movimientos de buques se producen hacia países como Japón, China o Corea. La bahía fue cartografiada por primera vez por el explorador George Bass en 1797  y se ha utilizado para la caza comercial de ballenas y la pesca desde la década de 1840. Desde la década de 1850 hasta la de 1950, el puerto contó con el servicio de compañías navieras, incluida la Illawarra Steam.
En este puerto se importan maquinarias y equipos para la industria del petróleo y el gas y sus principales exportaciones son astillas de madera y troncos de madera blanda.  Desde el 1 de julio de 2014, el puerto es administrado por la Autoridad Portuaria de Nueva Gales del Sur (Port Authority of NSW), una empresa pública del Gobierno de Nueva Gales del Sur. 

## Industrias
El puerto es el principal punto de exportación de productos madereros de la región. Durante 2011  South East Fiber Exports Pty Limited exportó 1 007 643 toneladas (1 007 643 000 kg) en astillas de madera, principalmente a clientes de Japón y Corea.  Harris Daishowa construyó las instalaciones de almacenamiento y embalaje de astillas de madera en 1971. Una importante flota pesquera también opera desde el puerto de Snug Cove.
Los usos menores del puerto incluyen servicios de importación y exportación para las localidades de Edén, Bega, Bombala y Cooma, y como escala para cruceros nacionales e internacionales. 
En 1960, Mobil construyó un muelle, tanques y una planta industrial exclusivos para la importación y distribución de petróleo en pequeña escala al sur de Nueva Gales del Sur. Aproximadamente 70 buques comerciales visitaron el Puerto del Edén durante 2012, incluidos dos cruceros de pasajeros.  Los movimientos de transporte marítimo civil en el puerto están regulados por una Capitanía de puerto designada por NSW Maritime. El puerto también prestó servicios a aproximadamente 30 barcos de la Armada Real Australiana durante 2012.  La instalación de la Armada consta de un muelle, un embarcadero de acceso y una carretera, y un almacén de municiones terrestre 15 kilómetros (9,3 mi) de la bahía y rodeado por una zona de exclusión de 100 hectáreas (247,1 acre).

## Instalaciones
El puerto consta de dos muelles de transporte marítimo comercial, el muelle de petróleo Mobil, un área de almacenamiento de carga e instalaciones auxiliares. El Breakwater Wharf atiende a la industria maderera, la flota pesquera y los cruceros. El muelle tiene 105 metros (114,8 yd) de largo con profundidades que van desde 3 metros (3,3 yd) hasta el extremo tierra y 8,8 metros (9,6 yd) hacia el mar, con una variación de marea de 2 metros (2,2 yd). El muelle en sí es de hormigón con vallas de goma. 
En 2003 se construyó un muelle polivalente y una instalación de municiones para ampliar las operaciones de reparación y reacondicionamiento naval y aumentar la capacidad de exportación de madera del puerto en 150 000 toneladas (147 631 LT). La longitud del muelle polivalente es de 200 metros (218,7 yd), se accede a través de 560 metros (612,4 yd) embarcadero de madera.  El área de almacenamiento de carga de uso común cubre 10 hectáreas (24,7 acre) con superficie de grava y caminos internos sellados. Se estimó que la capacidad de almacenamiento alcanzaría 500 000 toneladas (492 103,2 LT) en 2011.  

## Galería

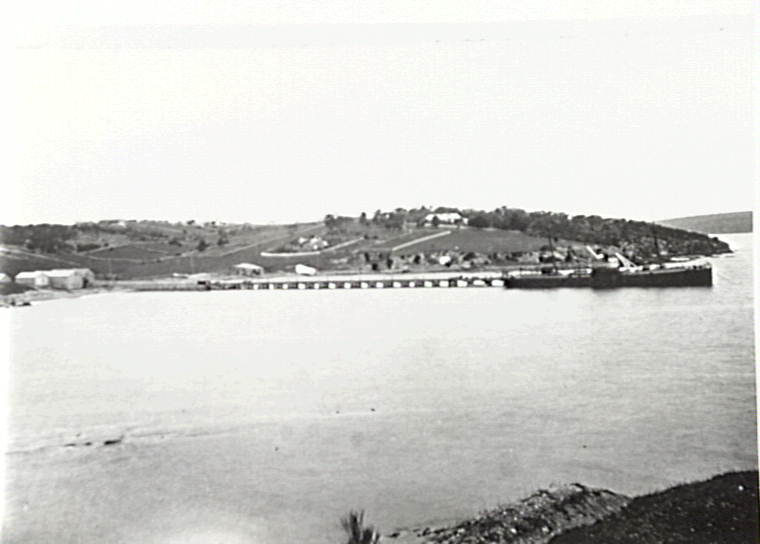
S.S. Bega, vapor de Illawarra Steam, en Edén en 1903.
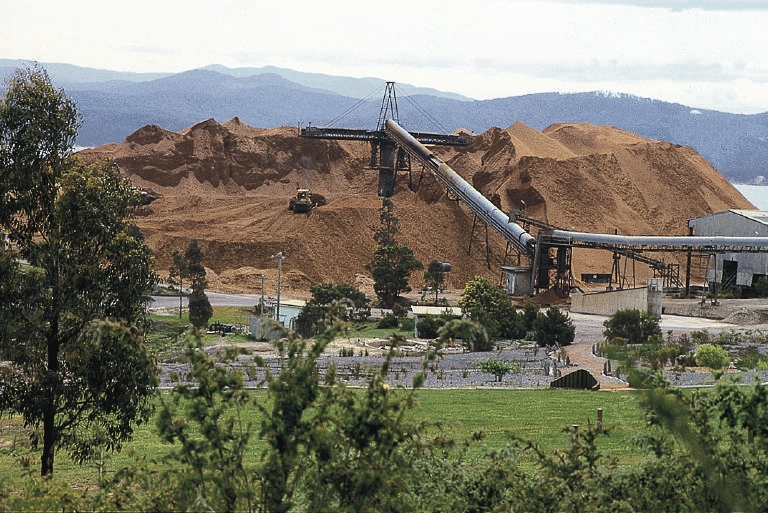
Las astillas de madera esperan ser exportadas a Japón desde la fábrica Harris-Daishowa, cerca de Edén.
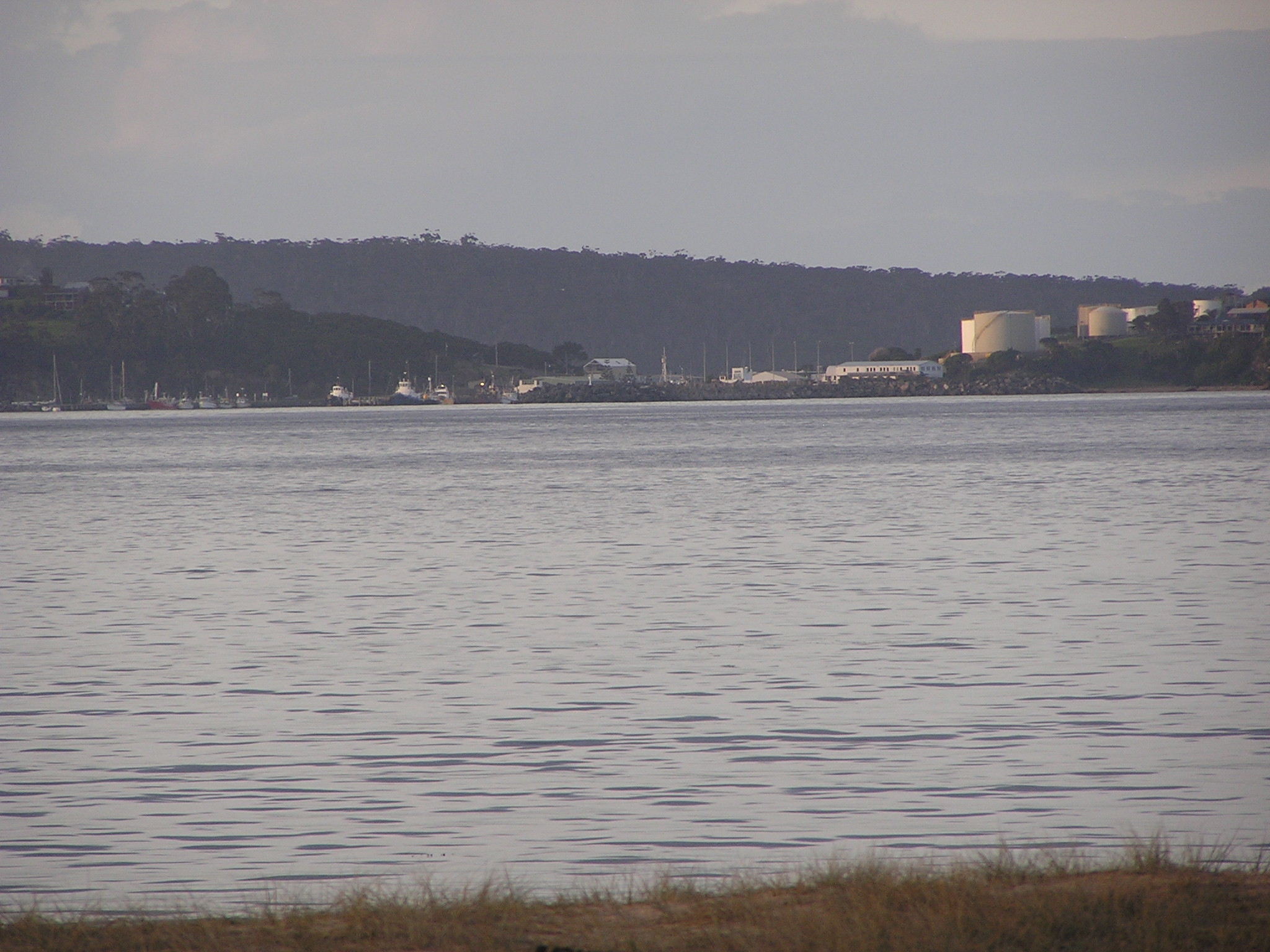
Vista del puerto desde Boydtown.
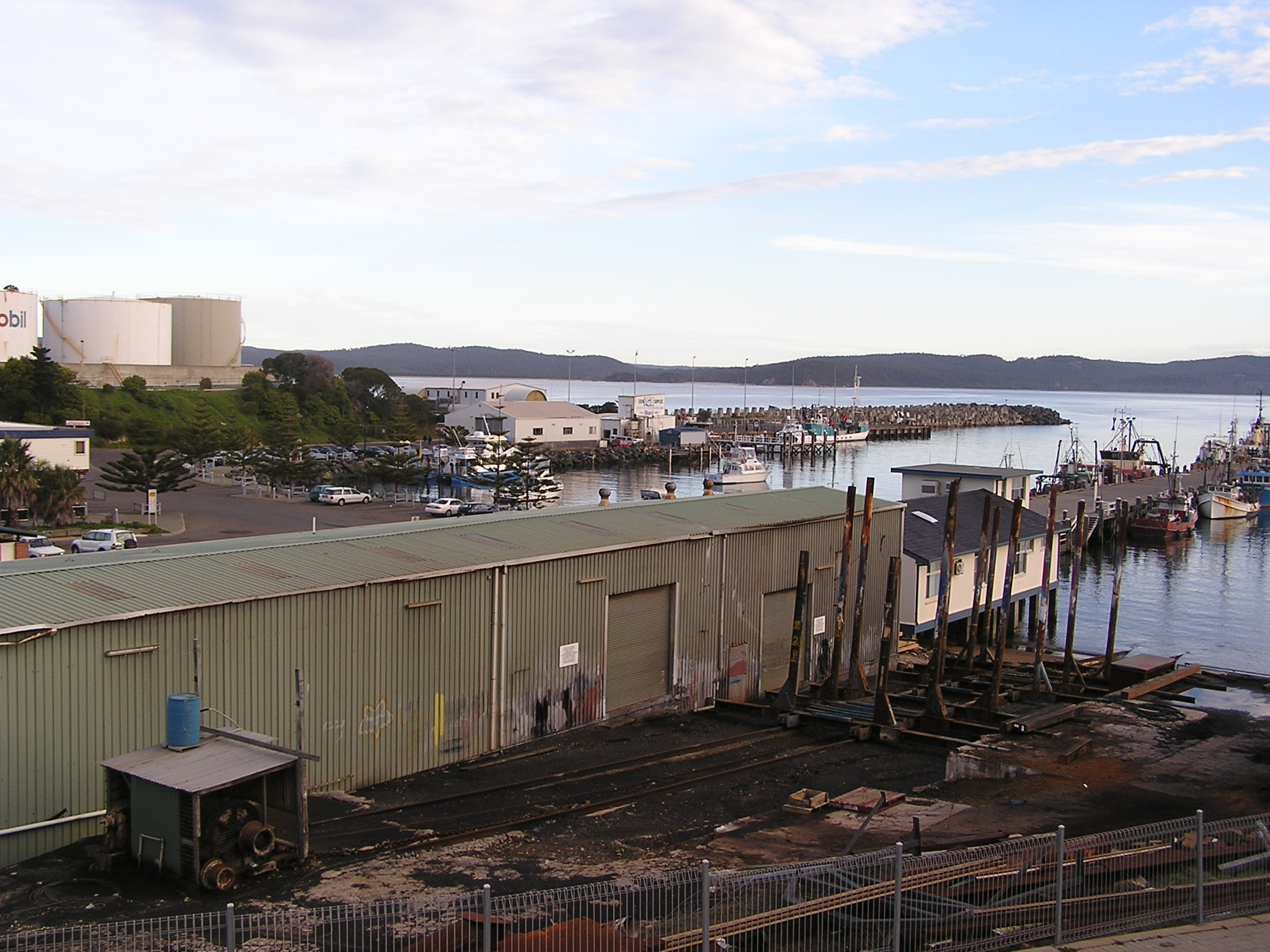
Imagen del puerto